# Ithocritus
Ithocritus is een kevergeslacht uit de familie van de boktorren (Cerambycidae). De wetenschappelijke naam van het geslacht werd voor het eerst geldig gepubliceerd in 1872 door Lacordaire.

## Soorten
Ithocritus omvat de volgende soorten:
- Ithocritus multimaculatus Pic, 1934
- Ithocritus ruber (Hope, 1839)